# جواد بهشتی
 جواد بهشتی  بازیکن سابق فوتبال ایران است. او سابقه بازی در باشگاه فوتبال شاهین تهران را دارد. 
وی سابقه ۲ بازی ملی نیز در کارنامه دارد.